# Amor de Deus
O amor de Deus é um conceito central nas concepções monoteístas de Deus. Na teologia, este amor é um atributo divino segundo o qual Deus deseja dirigir-se ou comunicar-se bondosamente à sua criação (a humanidade). Nas palavras do teólogo calvinista Louis Berkhof, este amor é "a perfeição de Deus pela qual Ele é movido eternamente à Sua própria comunicação". Em virtude da santidade divina, Deus "ama as Suas criaturas racionais por amor a Si mesmo, ou, para expressá-lo doutra forma, neles Ele se ama a Si mesmo, Suas virtudes, Sua obra e Seus dons".